# اتحادیه کریشناگر
اتحادیه کریشناگر (به لاتین: Krishnagar Union) یک منطقهٔ مسکونی در بنگلادش است که در Kaliganj Upazila, Satkhira District واقع شده‌است.